# Reese Center
Reese Center est une communauté non incorporée des États-Unis située dans le Comté de Lubbock, dans le nord-ouest du Texas.
Sa population était de 42 habitants en 2000.

## Histoire
La base aérienne de Reese a été créée en 1941 pour l'entraînement de l'United States Army Air Forces. Elle a reçu ses premiers élèves en 1942 et a fermé le 30 septembre 1997, après avoir formé plus de 25 000 pilotes.

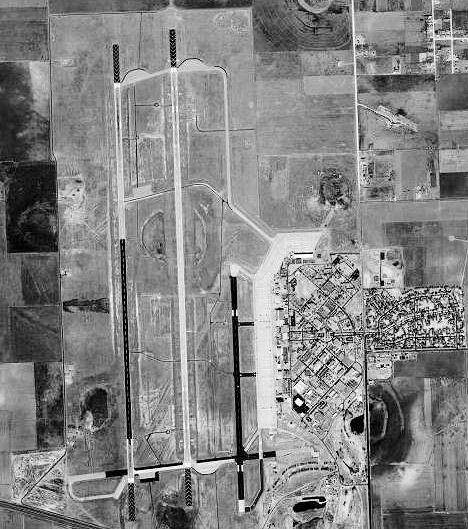
Vue aérienne de la base en janvier 1996.

Le terrain a été racheté par la ville voisine de Lubbock et transformé en parc de recherches et d'affaires, Reese Technology Center (en).